# Garrya elliptica
Garrya elliptica Douglas ex Lindl. è una specie di pianta appartenente alla famiglia delle Garryaceae, originaria delle zone costiere della California e dell'Oregon meridionale. È un arbusto eretto, cespuglioso e sempreverde che raggiunge un'altezza di 2–5 m.

## Descrizione

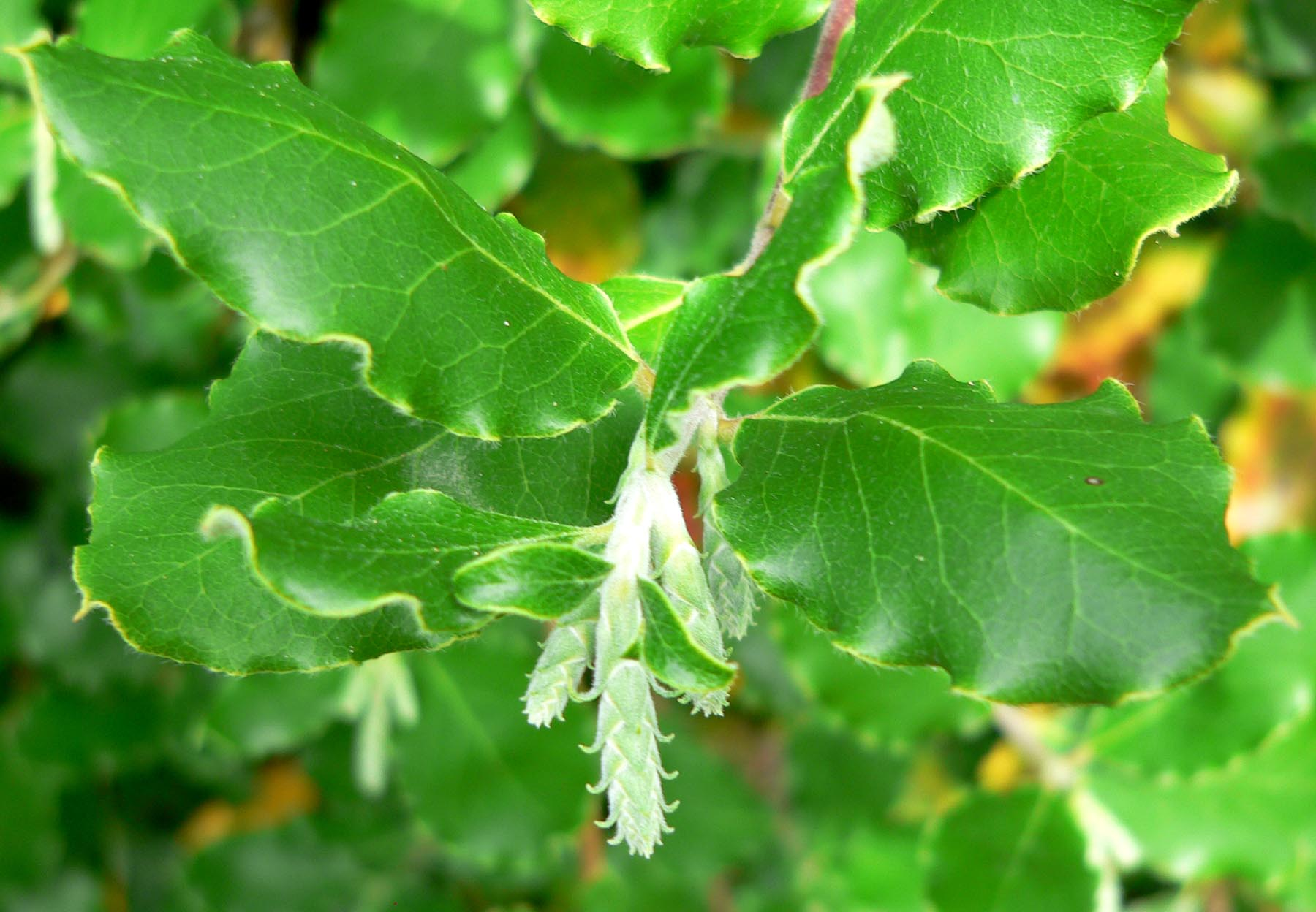
Foglie di G. elliptica

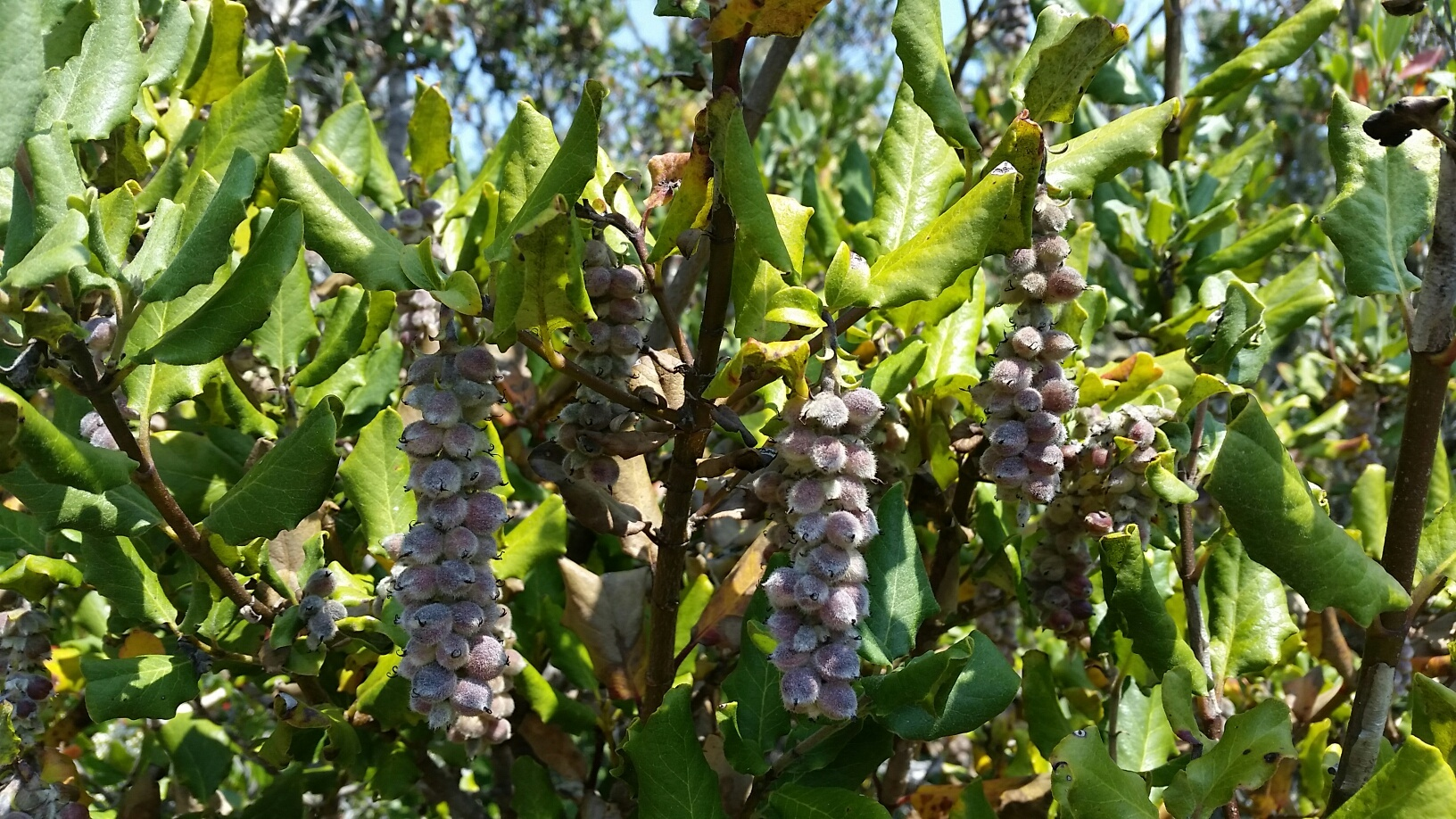
Infiorescenze di G. elliptica

G. elliptica presenta una struttura ramificata multiforcuta che le conferisce una forma quasi sferica. L'altezza media è di 3 m allo stato selvatico. Come altre specie del suo genere, la G. elliptica ha foglie opposte, dure e coriacee al tatto, di colore verde lucido sulla pagina superiore, ma più chiare e opache su quella inferiore.
Una caratteristica unica di G. elliptica sono le sue foglie cerose e convesse, con margini ondulati, abbinate a una fitta peluria sulla pagina inferiore delle foglie, difficilmente distinguibile con una lente di ingrandimento. Le sue lamine fogliari sono lunghe 6–8 cm, e i piccioli variano in lunghezza da 6 a 12 mm.
I fiori dioici sono portati in infiorescenze che scendono a cascata verso il basso come amenti di 4–6 cm di lunghezza. Sebbene G. elliptica manifesti piante maschili e femminili separate, gli amenti maschili pendenti sono molto più vistosi: grigio-verdi e lunghi fino a 30 cm; quelli femminili sono più corti e di colore grigio argento. Sebbene i fiori sboccino tra la fine dell'inverno e l'inizio della primavera, le brattee secche rimangono sulla pianta fino a buona parte dell'estate, come decorazioni di colore grigio chiaro. La pianta ha una corteccia liscia, di colore verde scuro quando è giovane, ma che diventa ruvida con l'età. I nuovi rametti sono verdi e moderatamente robusti.
Nei fiori, sopra ogni piccola brattea c'è un fiore solitario all'interno dell'infiorescenza. Questa pianta produce piccoli semi scuri. Il frutto nero violaceo maturo di circa 1 cm di diametro presenta una scorza dura e disidratata, ma è piuttosto carnoso all'interno.

## Distribuzione e habitat
G. elliptica si trova principalmente nella costa più secca della California e dell'Oregon meridionale a non più di 20 miglia dalla costa dell'Oceano Pacifico. Questa pianta può tollerare terreni argillosi moderatamente pesanti, ma preferisce terreni con pH compreso tra 6 e 8.
La pianta non viene brucata molto da cervi o conigli ed è resistente alle basse temperature fino a circa -9 °C. È moderatamente tollerante alla siccità, ma è più rigogliosa con precipitazioni di circa 640 mm all'anno. La specie si trova solitamente ad altitudini superiori a 200 m, all'interno delle montagne della catena montuosa della costa pacifica, come il monte Montara, il monte San Bruno e la contea di Napa.

## Coltivazione
Garrya elliptica è una pianta ornamentale attraente con un portamento ordinato e viene ampiamente utilizzata per scopi paesaggistici. È una pianta che richiede poca manutenzione e che prospera in una vasta gamma di luoghi, ma in genere cresce contro un muro o come frangivento nelle zone costiere.